# Vilablareix
Vilablareix  es un municipio español de la provincia de Gerona, en la comunidad autónoma de Cataluña. El término municipal, ubicado en la comarca del Gironés y cuya capital es El Perelló, tiene una población de 3772 habitantes (INE 2024).

## Historia
Hacia mediados del siglo XIX, el lugar tenía contabilizada una población de 256 habitantes. Aparece descrito en el decimosexto volumen del Diccionario geográfico-estadístico-histórico de España y sus posesiones de Ultramar de Pascual Madoz de la siguiente manera:

VILABRABEIX: l. cab. de ayunt. que forma con el caserio de Perelló, en la prov., part. jud. y dióc. de Gerona (1 leg.), aud. terr., c g. de Barcelona (13). sit. en llano, con buena ventilacion, y clima templado y saludable, aunque afecto á fiebres intermitentes. Tiene 80 casas, y una igl. parr. (San Menna) servida por un cura de ingreso, de provision real y ordinaria; de ella es aneja la capilla San Roque. El térm. confina N. Montfullá y Salt; E. Palau y Gerona; S. Fornells, y O. Aiguaviva y Estañol. El terreno es de secano, de buena calidad, contiene prados artificiales; le cruzan varios caminos locales, y uno que conduce á Santa Coloma de Farnés. prod.: trigo, maiz, legumbres, patatas y melones; cria ganado mular, caballar, vacuno y de cerda; caza de conejos y liebres. pobl.: 44 vec., 256 almas. cap. prod.: 5.430,000 rs. imp.: 133,750.
(Madoz, 1850, p. 62)

## Demografía
Vilablareix cuenta con una población de 3772 habitantes (INE 2024).
| Gráfica de evolución demográfica de Vilablareix entre 1842 y 2021                                                   |
| |
| Población de derecho según los censos de población del INE Población de hecho según los censos de población del INE |

## Economía
Agricultura de secano, ganadería y avicultura. Industria diversificada en auge gracias al buen posicionamiento de su polígono industrial (que está cerca de la AP-7 y la ciudad de Gerona).

## Patrimonio
En el municipio se encuentran la iglesia de Sant Mena, la ermita de Sant Roc y una torre sepulcral romana.